# Seute II
Seute II (in greco antico: Σεύθης? Sèuthēs; fl. V-IV secolo a.C.) fu un re degli Odrisi tra il 405 ed il 383 a.C.
Era figlio del principe tracio Maisade, e la sua ascesa al potere cominciò con Amadoco I, il re degli Odrisi, che gli assegnò il controllo della parte egea del regno, appartenuta prima a Maisade. Nel 405 si ribellò ad Amadoco, dichiarandosi re, e nel 399 a.C. assoldò i resti dell'esercito mercenario di Senofonte perché lo aiutassero nella sua lotta e promettendo a Senofonte il controllo delle città greche della costa del Mar Nero. Nel 389 a.C. Seute ed Amadoco si riconciliarono e Trasibulo li fece diventare alleati di Atene. Ificrate lo aiutò a riprendere il regno nel 386 a.C., che era stato usurpato da Ebrizelmi, e nel 383 a.C. Seute morì, succeduto da Coti I. 